# Санта Фе Спрингс
Санта Фе Спрингс (на английски: Santa Fe Springs) е град в окръг окръг Лос Анджелис в щата Калифорния, САЩ. Намира се в югоизточната част на окръга. Населението на Санта Фе Спрингс е 17 980 жители (по приблизителна оценка от 2017 г.). Площта му е 22,90 km². Разположен е на 41 m н.в. Градът има три ZIP кода: 90605, 90670 и 90671. Телефонният му код е 562.